# Jürgen Werner (voetballer, 1942)
Jürgen Werner (Steinbach-Hallenberg, 31 maart 1942) is een voormalig voetballer uit Oost-Duitsland. Later stapte hij het trainersvak in.
De verdediger speelde zijn gehele carrière voor FC Carl Zeiss Jena en kwam eenmaal uit voor de nationale A-ploeg van de Duitse Democratische Republiek. Dat was op 6 september 1970, toen de ploeg onder leiding van bondscoach Georg Buschner met 5-0 won van Polen in een vriendschappelijke wedstrijd in Rostock.

## Erelijst
FC Carl Zeiss Jena
- DDR-Oberliga

1968, 1970
- Oost-Duitse beker

1972